# Sarchuvar
Sarchuvar (azerbajdzjanska: Cərçuvar) är en ort i Azerbajdzjan.   Den ligger i distriktet Masallı Rayonu, i den sydöstra delen av landet, 190 km sydväst om huvudstaden Baku. Antalet invånare är 1 444.
Terrängen runt Sarchuvar är platt, och sluttar österut. Runt Sarchuvar är det ganska tätbefolkat, med 192 invånare per kvadratkilometer.. Närmaste större samhälle är Boradigah, 5,2 km sydväst om Sarchuvar.
Trakten runt Sarchuvar består till största delen av jordbruksmark.